# 白馭珀
白馭珀（1991年4月18日—），原名白宜潔，外號「小小白」，台灣女子羽毛球選手。

## 簡歷
白馭珀與年紀差五歲的胞姊白驍馬（本名白旻潔）同為羽球運動員；二人曾在「YONEX 99年全國羽球排名總決賽」的比賽中首次正式對壘，最終白馭珀以0比2落敗。2011年，教練安排姊妹二人組成女雙，參加國內的比賽。
2010年12月，白馭珀出戰高雄羽球國際挑戰賽並打進女單決賽，最後以2比0（21-19、21-17）擊敗當時同屬土地銀行球團的江佩欣，贏得個人首個國際賽冠軍。 現為合作金庫羽球隊選手
2015年7月，白馭珀代表中華台北（臺北市立大學）出戰韓國光州市舉行的世界大學生運動會羽毛球比賽。

### 2015年世錦賽
2015年8月，白馭珀參加印尼雅加達舉行的世界羽毛球錦標賽，出戰女子單打項目。在首圈擊敗土耳其選手内斯里汉·伊吉特後，她在第二圈以2比1反勝16號種子、印尼的库苏马斯图蒂晉級；但至第三圈面對頭號種子、西班牙的卡罗列娜·马琳，經過3局苦戰（11-21、21-18、17-21）敗給對手，16強止步。
2016年10月，白馭珀在中華台北羽球大師賽期間因傷棄賽，其後發現為右手肘有碎骨，翌日早上在林口長庚紀念醫院進行肘關節鏡輔助手術。她表示，很遺憾未能在自家舉辦的國際賽上場，預計手術後須休養三個月至半年。
2017年8月，白馭珀參加蘇格蘭格拉斯哥舉行的世界羽毛球錦標賽，出戰女子單打項目。她在首圈以2-0擊敗芬蘭選手南纳·瓦尼奥晉級，但在第二圈就以0比2（13-21、14-21）不敵9號種子、中國的陈雨菲出局。

## 主要比賽成績
| 年份   | 賽事                     | 公開賽級別 | 項目     | 搭檔   | 成績   |
| ------ | ------------------------ | ---------- | -------- | ------ | ------ |
| 2010年 | 高雄羽球國際挑戰賽       | 國際挑戰賽 | 女子單打 | －     | 冠軍   |
| 2012年 | 新加坡羽毛球國際系列賽   | 國際系列賽 | 女子單打 | －     | 準決賽 |
| 2013年 | 波蘭羽毛球國際賽         | 國際系列賽 | 混合雙打 | 盧敬堯 | 亞軍   |
| 2013年 | 保加利亞羽毛球國際賽     | 國際挑戰賽 | 女子單打 | －     | 準決賽 |
| 2013年 | 馬來西亞羽毛球國際挑戰賽 | 國際挑戰賽 | 女子單打 | －     | 亞軍   |
| 2014年 | 加拿大羽毛球大獎賽       | 大獎賽     | 女子單打 | －     | 亞軍   |
| 2014年 | 加拿大羽毛球大獎賽       | 大獎賽     | 女子雙打 | 許雅晴 | 準決賽 |
| 2014年 | 荷蘭羽毛球大獎賽         | 大獎賽     | 女子單打 | －     | 亞軍   |
| 2014年 | 世界大學羽球錦標賽       | 其他       | 女子單打 | －     | 金牌   |
| 2015年 | 世界大學運動會羽球比賽   | 其他       | 女子雙打 | 許雅晴 | 銅牌   |
| 2015年 | 美國羽毛球國際賽         | 國際挑戰賽 | 女子單打 | －     | 亞軍   |
| 2015年 | 美國羽毛球大獎賽         | 大獎賽     | 女子單打 | －     | 冠軍   |
| 2017年 | 碧特博格羽毛球黃金大獎賽 | 黃金大獎賽 | 女子單打 | －     | 準決賽 |
| 2017年 | 澳門羽毛球黃金大獎賽     | 黃金大獎賽 | 女子單打 | －     | 亞軍   |
| 2019年 | 俄羅斯羽毛球公開賽       | 超級100賽  | 女子單打 | －     | 冠軍   |
| 2019年 | 荷蘭羽毛球公開賽         | 超級100賽  | 女子單打 | －     | 準決賽 |
| 2024年 | 澳洲羽毛球公開賽         | 超級500賽  | 女子單打 | －     | 準決賽 |
| 2024年 | 高雄羽球大師賽           | 超級100賽  | 女子單打 | －     | 亞軍   |

| 2007-2017年 | 首要超級賽 | 超級賽 | 黃金大獎賽 | 大獎賽 | 國際挑戰賽 | 國際系列賽 | 未來系列賽 | 其他 |

| 2018-2026年 | 總決賽 | 超級1000賽 | 超級750賽 | 超級500賽 | 超級300賽 | 超級100賽 | 國際挑戰賽 | 國際系列賽 | 未來系列賽 | 其他 |

### 奧運會和世錦賽參賽紀錄
|          | 搭檔   | 2015 | 2016 | 2017 | 2018 | 2019 | 2021 | 2022 | 2023 |
| -------- | ------ | ---- | ---- | ---- | ---- | ---- | ---- | ---- | ---- |
| 女子單打 | 不適用 | 16強 | －   | 32強 | 64強 | 32強 | 32強 | 64強 | 32強 |
|          |        |      |      |      |      |      |      |      |      |
| 女子雙打 | 許雅晴 | 32強 | －   | －   | －   | －   | －   | －   | －   |